# شوالیه سیاه (مجموعه تلویزیونی)
شوالیه سیاه (انگلیسی: Black Knight; کره‌ای: 택배기사) یک مجموعهٔ تلویزیونی کره جنوبی به کارگردانی چو یی سوک و با بازی کیم وو-بین، سونگ سونگ هون، کانگ یو سوک و ایسوم است. این مجموعه بر پایهٔ وب‌تونی با همین نام اثر لی یون کیون است و داستان ویران‌شهری در آینده را به تصویر می‌کشد که آلودگی هوا در آن یک معضل جدی است و داستان رانندگان پیک را بازگو می‌کند که نقش مهمی در این جامعه ایفا می‌کنند. شوالیه سیاه در ۱۲ مه ۲۰۲۳ در نتفلیکس منتشر شد.

## بازیگران

### اصلی
- کیم وو-بین در نقش «۵–۸»، یک پیک افسانه‌ای[۷]
- سونگ سونگ هون در نقش ریو سوک، وارث ثروتمند گروه چون‌میونگ[۸]
- کانگ یو سوک در نقش سا وول، یک پسر پناهنده[۹]
- ایسوم در نقش سول آه، یک افسر نظامی[۱۰]

### مکمل
- کیم یی-سونگ در نقش یک پدربزرگ[۱۱]
- جین کیونگ[۱۲]
- نام کیونگ اوپ در نقش رئیس ریو، پدر ریو سوک[۱۳]
- رو یون سو در نقش سل آه، خواهر کوچکتر سول آه
- لی جو سونگ در نقش دوست پناهنده سا وول
- جونگ اون سونگ در نقش دوست پناهنده سا وول
- لی سانگ جین در نقش دوست پناهنده سا وول
- لی دام[۱۴]
- لی سون وون
- هو هیونگ گیو
- به میونگ جین
- یو این هیوک
- جانگ می گوان
- یو هیوک جه
- یانگ جونگ دو
- هان سانگ گیل
- جو جی آن